# مائورو دی فرانچسکو
مائورو دی فرانچسکو (ایتالیایی: Mauro Di Francesco؛ زادهٔ ۱۷ مه ۱۹۵۱) بازیگر اهل ایتالیا است.
از فیلم‌های او می‌توان به سه ایتالیایی در ریو، بهیار و یک ماجرای ایدئال اشاره کرد.